# Ловер-Аллен (Пенсільванія)
Ловер-Аллен (англ. Lower Allen) — переписна місцевість (CDP) в США, в окрузі Камберленд штату Пенсільванія. Населення — 7465 осіб (2020).

## Географія
Ловер-Аллен розташований за координатами 40°13′36″ пн. ш. 76°54′10″ зх. д. / 40.22667° пн. ш. 76.90278° зх. д. (40.226748, -76.902769).  За даними Бюро перепису населення США в 2010 році переписна місцевість мала площу 5,78 км², з яких 5,69 км² — суходіл та 0,09 км² — водойми.

## Демографія
Згідно з переписом 2010 року, у переписній місцевості мешкали 6694 особи в 3114 домогосподарствах у складі 1810 родин. Густота населення становила 1158 осіб/км².  Було 3285 помешкань (568/км²).
Расовий склад населення:
| - 92,6 % — білих - 3,1 % — чорних або афроамериканців - 1,7 % — азіатів - 0,1 % — корінних американців - 1,1 % — осіб інших рас |

До двох чи більше рас належало 1,4 %. Частка іспаномовних становила 3,7 % від усіх жителів.
За віковим діапазоном населення розподілялося таким чином: 19,3 % — особи молодші 18 років, 60,3 % — особи у віці 18—64 років, 20,4 % — особи у віці 65 років та старші. Медіана віку мешканця становила 43,8 року. На 100 осіб жіночої статі у переписній місцевості припадало 86,7 чоловіків;  на 100 жінок у віці від 18 років та старших — 84,0 чоловіків також старших 18 років.
Середній дохід на одне домашнє господарство  становив 70 175 доларів США (медіана — 53 234), а середній дохід на одну сім'ю — 82 496 доларів (медіана — 69 529). Медіана доходів становила 45 575 доларів для чоловіків та 42 996 доларів для жінок. За межею бідності перебувало 4,6 % осіб, у тому числі 5,6 % дітей у віці до 18 років та 3,2 % осіб у віці 65 років та старших.
Цивільне працевлаштоване населення становило 3557 осіб. Основні галузі зайнятості: освіта, охорона здоров'я та соціальна допомога — 24,0 %, науковці, спеціалісти, менеджери — 16,9 %, фінанси, страхування та нерухомість — 10,5 %, роздрібна торгівля — 10,0 %.